# Київська пектораль (2012)
20-та церемонія вручення нагород театральної премії «Київська пектораль»

26 березня 2012 року
< 19-та Церемонії вручення 21-ша >
20-та церемонія нагородження премії «Київська пектораль» за заслуги в галузі театрального мистецтва за 2011  рік відбулась 26 березня 2012 року в приміщенні Національно драматичного театру імені Івана Франка.

## Номінати та переможці
★Переможців виділено окремим кольором.

### Основні категорії
| Категорія                   | Лауреати і номінанти                                                                                                 | Лауреати і номінанти                                                                                       |
| --------------------------- | --- | --- |
| Найкраща драматична вистава | • «Минулим літом у Чулимську» (режисер Віталій Малахов, Київський академічний драматичний театр на Подолі)           | • «Минулим літом у Чулимську» (режисер Віталій Малахов, Київський академічний драматичний театр на Подолі) |
| Найкраща драматична вистава | • «На дні» (реж. Віталій Малахов, Київський академічний драматичний театр на Подолі)                                 | |
| Найкраща драматична вистава | • «Найвище благо на світі» (реж. Андрій Білоус, Київський академічний театр драми і комедії на лівому березі Дніпра) | |
| Найкраща режисерська робота | | • Віталій Малахов — «Минулим літом у Чулимську». Київський академічний драматичний театр на Подолі         |
| Найкраща режисерська робота | • Андрій Білоус — «Найвище благо на світі». Київський академічний театр драми і комедії на лівому березі Дніпра      | |
| Найкраща режисерська робота | • Віталій Пальчиков — «Травіата». Київський муніципальний академічний театр опери та балету для дітей та юнацтва     | |